# Іванов Сергій Володимирович (науковець)
Іванов Сергій Володимирович — член-кореспондент НАН України (2018), Заслужений діяч науки і техніки України (2017), академік Академії економічних наук України зі спеціальності «Фінанси» (2016), доктор економічних наук (2012), професор (2014), завідувач кафедри фінансів і маркетингу ДВНЗ «Придніпровська державна академія будівництва та архітектури»  (2013-20), завідувач кафедри аналітичної економіки та менеджменту Дніпропетровського державного університету внутрішніх справ (2020-2021). З 2024 року старший науковий співробітник Придніпровського наукового центру НАН України і МОН України.

## Біографія
Іванов Сергій Володимирович народився 2 травня 1979 р. в с. Котовка Магдалинівського району Дніпропетровської області.
У 2001 р. закінчив ДВНЗ «ПДАБА» з відзнакою, був рекомендований до аспірантури на кафедрі фінансів.
У 2004 р. успішно закінчив аспірантуру та працював асистентом на кафедрі фінансів ДВНЗ «ПДАБА».
У 2005 р. С. В. Іванов захистив кандидатську дисертацію на тему: «Інвестиційна привабливість регіонів та видів економічної діяльності регіональної економіки» за спеціальністю 08.10.01 — Розміщення продуктивних сил і регіональна економіка.
З 2006 р. працював доцентом кафедри фінансів ДВНЗ «ПДАБА».
З 1 листопада 2006 р. — докторант ДВНЗ «ПДАБА».
У 2008 р. С. В. Іванову було присвоєне звання доцента кафедри фінансів і економіки підприємства.
У 2012 р. Сергій Володимирович захистив дисертацію на здобуття наукового ступеня доктора економічних наук на тему: «Організаційно-економічний механізм управління підприємством, орієнтований на фінансовий результат і ліквідність» за спеціальністю 08.00.04 — Економіка та управління підприємствами (за видами економічної діяльності).
З 2012 р. працював професором кафедри фінансів і маркетингу, а з 1 листопада 2013 р. по 30 червня 2019 року — завідувач кафедри фінансів і маркетингу ДВНЗ «ПДАБА».
З 1 вересня 2020 року — завідувач кафедри аналітичної економіки та менеджменту Дніпропетровського державного університету внутрішніх справ.
У 2014 р. С. В. Іванову присвоєне вчене звання професора кафедри фінансів і маркетингу.
З 2016 р. — академік Академії економічних наук України зі спеціальності «Фінанси».
В 2017 р. присвоєно почесне звання «Заслужений діяч науки і техніки України» (Указ Президента України № 168/2017 від 28.06.2017 р.) за значний особистий внесок у державне будівництво, соціально-економічний, науково-технічний, культурно-освітній розвиток України, вагомі трудові здобутки та високий професіоналізм.
З 2018 р. — член-кореспондент НАН України, відділення економіки, спеціальність: економіка транспорту.
З 2020 по 2021 рік — завідувач кафедри аналітичної економіки та менеджменту Дніпропетровського державного університету внутрішніх справ.
З 2024 року старший науковий співробітник Придніпровського наукового центру НАН України і МОН України.

## Наукова діяльність
С. В. Іванов брав активну участь в науково-педагогічній діяльності ДВНЗ «ПДАБА».
Іванов С.В. був керівником наукової роботи кафедри фінансів і маркетингу Придніпровської державної академії будівництва та архітектури «Розробка механізмів фінансово-економічного управління підприємствами» (2011-2015 рр.) та «Модернізація і кооперація  регіонів  та їх  вплив на фінансовий стан суб’єктів господарської діяльності» (2016-2020 рр.), а також керівником  наукової роботи кафедри аналітичної економіки та менеджменту Дніпропетровського державного університету внутрішніх справ на тему: «Національна економіка та інфраструктурні проекти» (2020-2021 рр.).
Проведені за безпосередньої участі Сергія Володимировича та під його керівництвом наукові дослідження спрямовані на:
- наукове обґрунтування напрямків модернізації економіки регіону, розробку практичних моделей і механізмів регулювання та моніторингу модернізаційних перетворень з метою сталого збалансованого розвитку регіональних господарських систем;
- розвиток транспортно-логістичної системи Придніпровського економічного району;
-  інтеграцію науково-освітнього та інноваційного простору України та Європейського Союзу;
- вирішення  сучасних проблем будівельної галузі в Україні, визначення її впливу на розвиток країни та регіонів, на соціальну сферу та добробут населення;
- визначення впливу війни в Україні на загострення проблем національної продовольчої безпеки;
- розробку стратегічних рішень у сфері забезпечення продовольчими товарами населення в Україні та формування концепції продовольчої безпеки держави.
Для розширення теоретичних та практичних положень розвитку місцевого самоврядування та регіонів, розвитку транспортної інфраструктури в 2015 році Івановим С. В. було створено Міжнародний центр досліджень соціально-економічних проблем модернізації та розвитку кооперації (науковий керівник – Іванов С. В.). Засновниками центру є Іванов С. В., Рогоза М. Є. (перший проректор ВНЗ Укоопспілки «Полтавський університет економіки і торгівлі») та Ляшенко В. І. (віце-президент громадської організації «Академія економічних наук України»). Центр взаємодіє з громадами Дніпропетровської та Полтавської області у вирішення соціально-економічних проблем регіонів.
Іванов С. В. бере участь у підготовці висококваліфікованих наукових фахівців. Під керівництвом Іванова С. В. було захищено 2 дисертації на здобуття наукового ступеня кандидата економічних наук за спеціальністю 08.00.04 – Економіка та управління підприємствами (за видами економічної діяльності) у 2018 та 2021 році, а також 1 дисертацію на здобуття наукового ступеня доктора економічних наук за спеціальністю 08.00.03 – Економіка та управління національним господарством у 2021 році.
- Google Scholar — https://scholar.google.com.ua/citations?user=KJoSf4QAAAAJ&hl=ru&oi=sra
- ORCID — https://orcid.org/0000-0002-1205-3797
- Publons- https://publons.com/researcher/4371804/serhii-ivanov/
- Scopus – https://www.scopus.com/authid/detail.uri?authorId=57214244645

Індексація станом на 01.02.2024 року
| Google Scholar     |          |            |
| Кількість цитувань | h-індекс | i10-індекс |
| 598                | 12       | 15         |

Іванов С. В. є членом редакційної колегії наукового журналу «Економічний вісник Дніпровського державного технічного університету»

## Публікації
Івановим С.В. опубліковано 247 наукових праць, з них: 26 монографій та 6 навчальних посібників, 5 статей у періодичних виданнях, що індексуються в міжнародних наукометричних базах даних Scopus та Web of Science. Він є автором таких монографій:  «Розподіл та використання прибутку підприємств транспорту», «Вплив збройного конфлікту (війни, бойових дій) на вартість підприємства», «Відновлення та розвиток потенціалу підприємств Сходу України», «Будівельна галузь як один з векторів розвитку України: стан, практика та перспективи», «Нова модель розвитку регіонів України в умовах глобалізації світової транспортної системи», «Статистика як чинник оцінки кон’юнктури будівельного ринку», «Соціально-економічні наслідки коронавірусної кризи», «Продовольча безпека України в умовах сучасних викликів», «Приводи й причини війни РФ проти України: економічний контекст».
Найбільш вагомі публікації:
1.	Іванов, С. В. (2004). Методологічні підходи до визначення сутності інвестиційного потенціалу. Економіка: проблеми теорії та практики: Зб. наук. праць.–Дніпропетровськ: ДНУ, 98-104.
2.	Ivanov, S., Lyashenko, V., Tolmachova, H., & Kvilinskyi, O. (2016). Właściwości modernizacji sfery przedsiębiorczej w kontekście państwowej polityki gospodarczej na Ukrainie. Współpraca Europejska, 3(10), 9-34.[7]
3.	Ivanov, S., Perebyynis, V., Oleksenko, L., & Svitlychna, A. (2016). Organizational development of agro-industrial complex on basis of cooperation and integration. Экономический вестник Донбасса, (4 (46)).[8]
4.	Іванов, С. В., & Котов, Є. В. (2016). Оцінка перспектив неоіндустріальної модернізації промислового регіону. Вісник економічної науки України.[9]
5.	Ivanov, S., Liashenko, V., Kamińska, B., & Kvilinskyi, O. (2017). A concept of modernization evaluation. European Cooperation, 12(19), 86-101.[10]
6.	Іванов С. В. Фінанси домогосподарств: аналіз у контексті політики забезпечення добробуту населення України. Науково-теоретичний та інформаційно-практичний журнал «Фінанси України». — № 9 (274). — Київ, 2018. — С. 7-24.
7.	Іванов С. В. Економічне відновлення і розвиток країн після збройних конфліктів та воєн: невтрачені можливості для України. Науковий журнал «Економіка України». — № 1. — Київ, 2019. — С. 75-89.  
8.	S.V.Ivanov, O. B. Vatchenko, K.O.Svystun, B.S.Vatchenko, O.V.Oskoma. Analysis of decoupling of economic growth, environmental pressure and resource use in Dnipropetrovsk region. Naukovyi Visnyk Natsionalnoho Hirnychoho Universytetu, 2019, № 6, pp. 169—175. https://doi.org/10.29202/nvngu/2019-6/25.    
9.	  Іванов С. В., Чекіна В. Д. Розвиток гірничодобувної промисловості в умовах індустрії 4.0: нові виклики та можливості. Економіка промисловості. 2020. № 1(89). С. 45-74. http://doi.org/10.15407/econindustry2020.01.045
10.	Ivanov S., Liashenko V., Trushkina N. A conceptual approach to forming a transport and logistics cluster as a component of the region’s innovative infrastructure (on the example of Prydniprovsky economic region of Ukraine). Virtual Economics. 2021. Vol. 4. No. 1. P. 19-53. https://doi.org/10.34021/ve.2021.04.01(2)
11.	Іванов С.В., Чекіна В.Д., Разумова Г.В. Податки майбутнього: адміністрування в умовах цифровізації економіки. Науковий вісник Ужгородського національного університету. Серія «Міжнародні економічні відносини та світове господарство». 2022. Вип. 43. С. 54-59. https://doi.org/10.32782/2413-9971/2022-43-9.
Статті у періодичних виданнях, що індексуються в міжнародних наукометричних базах даних Scopus та Web of Science:
1.	Ivanov S. V., Vatchenko, O. B., Svystun K. O.,  Vatchenko, B. S., Oskoma O. V. Analysis of decoupling of economic growth, environmental pressure and resource use in Dnipropetrovsk region. Naukovyi Visnyk Natsionalnoho Hirnychoho Universytu. 2019. № 6. С. 169-175. DOI: https://doi.org/10.29202/nvngu/2019-6/25
2.	Іванов С. В., Ватченко О.Б., Свистун К.О., Ватченко Б.С., Разумова Г.В. Декаплінг-аналіз економіки України щодо її сталого розвитку. Sci. innov. 2020. Vo. 16, № 3. С. 3-14. https://doi.org/10.15407/scin16.03.003
3.	Іванов С. В., Юдіна С. В., Лиса О. В., Драгун А. О. Класифікація та оцінка збитку від збройного конфлікту на Донбасі й анексії Криму. Економічний часопис-ХХІ.  2020. № 184 (7-8). C. 107-123 https://doi.org/10.21003/ea.V184-10
4.	Ivanov S., Yudina, S., Hanziuk, S., Gurzhiy, T., & Lysa, O. Factors affecting the market of household bank deposits in Ukraine. Economic Annals-ХХI: Volume 190, Issue 5-6(2), Pages: 98-108 https://doi.org/10.21003/ea.V190-09.
5.	Ivanov S. V., Sharanov R. S, Vatchenko, O., Vatchenko, B. S., Razumova H.V. Formation of Logit-Model for Predicting the Probability of Bankruptcy of Ukrainian Enterprise. Sci. innov. 2023. Vol. 19. № 1. P. 36–48. https://doi.org/10.15407/scine19.01.036.

## Нагороди
- Кавалер ордену Срібна Зірка (2011)
- Лауреат ІІ Всеукраїнської премії «Працівникам освіти України» (2016)
- Заслужений діяч науки і техніки України (2017)